# Sante Ciacci
Sante Ciacci (* 22. November 1941 in San Leo) ist ein ehemaliger ist ein san-marinesischer Radrennfahrer.

## Sportliche Laufbahn
Ciacci war Straßenradsportler und Teilnehmer der Olympischen Sommerspiele 1960 in Rom. Das olympische Straßenrennen beendete er nicht. Im Mannschaftszeitfahren schied San Marino mit Salvatore Palmucci, Sante Ciacci, Domenico Cecchetti und Vito Corbelli aus dem Wettbewerb aus. Über sein weiteres Leben und seine sportlichen Erfolge ist nichts bekannt.